# 操场乡
操场乡，是中国江西省新余市分宜县所辖的一个乡。

## 行政区划
现辖：
桃源街社区、上松村、山泗村、赤土村、井塘村、凤塘村、牛泥塘村、塘西村、太湖村、石塘村和桂村。